# East River
L'East River è uno stretto marittimo di New York, che collega la Upper New York Bay al limite meridionale con il Long Island Sound a nord, separando Long Island (con i borough di Queens e Brooklyn) dall'isola di Manhattan e dal Bronx sulla terraferma del continente nordamericano. Proprio per il collegamento con il Long Island Sound era un tempo noto come Sound River.

## Storia
L'East River si formò approssimativamente 11.000 anni fa, al termine della glaciazione del Wisconsin.  I distinti cambiamenti sulle rive del canale tra la porzione superiore e quella inferiore sono la prova dell'attività glaciale. Il corso superiore (dal Long Island Sound fino all'Hell Gate), correndo perpendicolarmente alla glaciazione movimento dei ghiacci, è ampia, ricca di meandri ed è disseminata di baie strette e profonde su entrambe le rive; questa conformazione fu determinata dal movimento dei ghiacci. Il corso inferiore (dall'Hell Gate fino alla New York Bay), avendo un andamento nord-sud si trovò invece parallelamente ai ghiacci. È così più stretto e presenta rive rettilinee. Le baie che esistono, o esistevano prima dell'intervento umano, sono più larghe e meno profonde.

## Il canale
L'East River è pericoloso per chi vi cade o per chi vi nuota all'interno nonostante le acque siano più pulite rispetto ai decenni scorsi. Vi sono infatti pochi punti in cui si può riuscire ad appigliarsi. Secondo la sezione marittima del locale Department of Environmental Protection (it. Dipartimento di protezione ambientale) il canale è dolce con una velocità delle acque di circa quattro nodi, velocità che può portare fino in mare nuotatori casuali. Solitamente poche persone annegano ogni anno nell'East River. La forza della corrente sta complicando e ritardando il tentativo di sfruttarla per produrre energia idroelettrica.
Storicamente, la porzione inferiore dello stretto che separa Manhattan da Brooklyn fu uno dei canali più attivi e importanti del mondo, in particolare durante i primi tre secoli della storia di New York. Il ponte di Brooklyn, aperto nel 1883, fu il primo ponte ad attraversare l'East River, rimpiazzando i frequenti traghetti, che rimasero in parte tra il Queens e Manhattan.
Nella sezione settentrionale si getta nel canale il Bronx River.
A nord di Ward's Island è ristretto dal Bronx Kill. A est della stessa isola, approssimativamente nel suo punto medio, si restringe in un canale chiamato Hell Gate, attraversato dal Triborough Bridge e dall'Hell Gate Bridge. A sud della stessa isola raccoglie le acque dell'Harlem River.

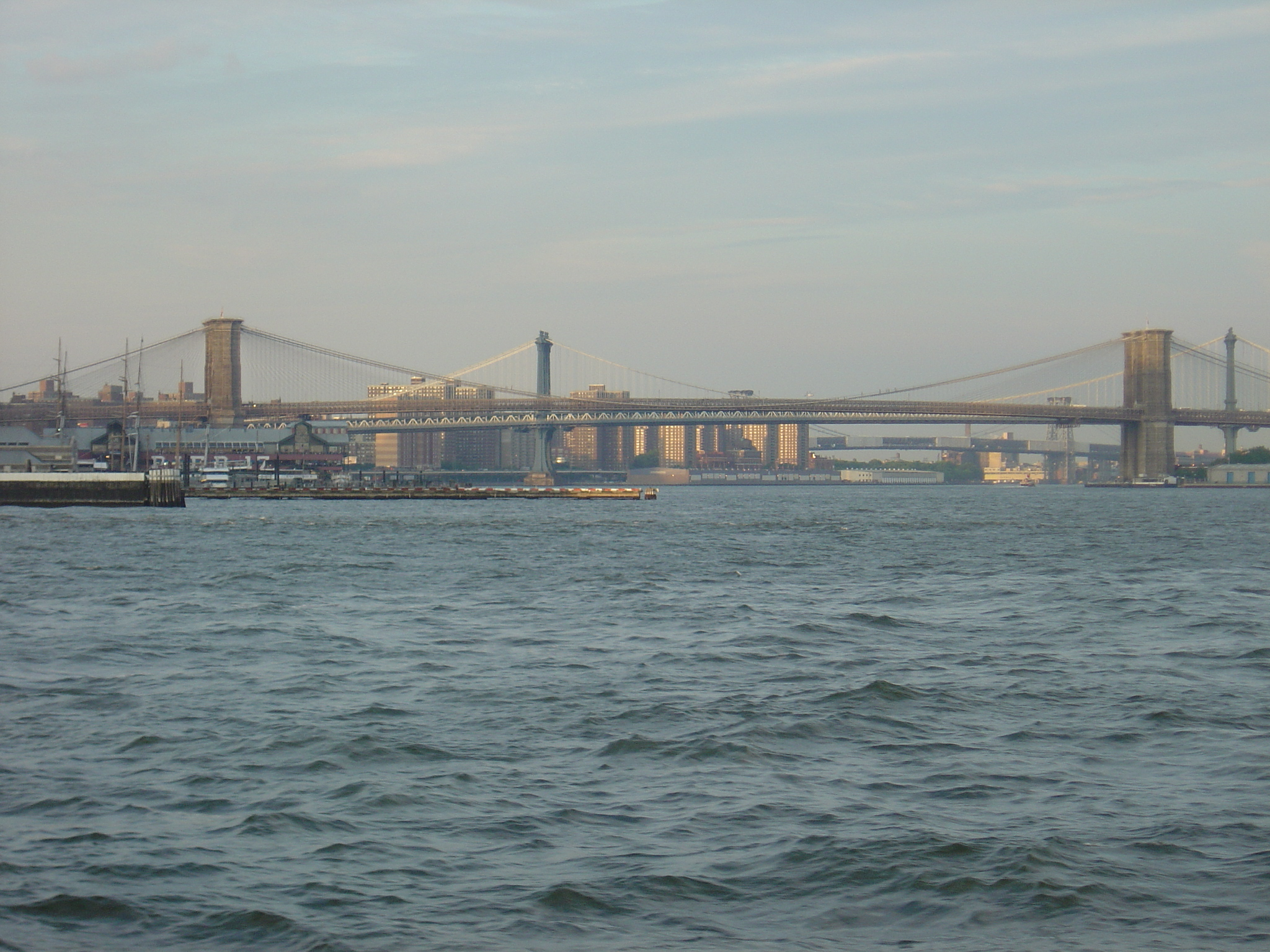
Vista meridionale dei ponti di Brooklyn, Manhattan e Williamsburg visti dall'East River.

Il Newtown Creek si getta nel canale da Long Island, formando parte del confine tra il Queens e Brooklyn..
L'East River contiene diverse isole tra cui:
- Sezione settentrionale
  - Rikers Island
  - North Brother Island
  - South Brother Island
  - Mill Rock
- Sezione meridionale
  - Ward's Island e Randall's Island (unite artificialmente)
  - Roosevelt Island
  - U Thant Island (Belmont Island)

## Attraversamenti

### Ponti
Si contano otto ponti, da nord a sud:
- Throgs Neck Bridge
- Bronx-Whitestone Bridge
- Rikers Island Bridge (solo dal Queens a Rikers Island)
- Hell Gate Bridge
- Triborough Bridge (ponte sospeso con luce pari alla larghezza dell'East River)
- Roosevelt Island Bridge (solo canale est)
- Ponte di Queensboro
- Ponte di Williamsburg
- Ponte di Manhattan
- Ponte di Brooklyn

### Gallerie
Si contano tredici gallerie, da nord a sud:
- 63rd Street Tunnel (linea F della metropolitana di New York)
- 60th Street Tunnel (linee N, R e W della metropolitana di New York)
- 53rd Street Tunnel (linee E e V della metropolitana di New York)
- Steinway Tunnel (linea 7 della metropolitana di New York)
- Queens Midtown Tunnel (traffico veicolare della Interstate 495)
- East River Tunnels (treni della Amtrak e della Long Island Rail Road diretti dalla Penn Station ai punti nord ed est)
- 14th Street Tunnel (linea L della metropolitana di New York)
- Rutgers Street Tunnel (linea F della metropolitana di New York)
- Cranberry Street Tunnel (linee A e C della metropolitana di New York)
- Clark Street Tunnel (linee 2 e 3 della metropolitana di New York)
- Montague Street Tunnel (linee N, R e W della metropolitana di New York)
- Joralemon Street Tunnel (linee 4 e 5 della metropolitana di New York)
- Brooklyn-Battery Tunnel (traffico veicolare della Interstate 478)